# Општина Липову (Долж)
Липову (рум. Lipovu) општина је у Румунији у округу Долж.
Oпштина се налази на надморској висини од 69 m.